# Новая ратуша (Выборг)
Новая ратуша — здание на Соборной площади Выборга, где в XIX — первой половине XX века заседали органы местного самоуправления, перемещённые из здания Старой ратуши. После перестройки здание ратуши приспособлено под кинотеатр.

## История
В 1795—1797 годах на площади напротив Спасо-Преображенского собора российскими властями было построено новое здание городского общества в стиле классицизма. В здании по понедельникам заседал городской совет, состоявший из двух председателей и четырёх членов, по одному от каждого сословия.
Первоначально предполагалось возведение на площади архитектурного ансамбля, включавшего и здание присутственных мест. Однако вместо присутственных мест были построены казармы, и административно-судебные учреждения (магистрат) на некоторое время разместились в здании городского общества, которое стали называть ратушей. По проекту архитектора А. Ф. Гранштедта в 1832—1843 годах к ратуше был пристроен «дом собраний» с гостиницей, рестораном и актовым залом. Здания для общественных собраний такого типа (Societetshus или Seurahuone) в XIX веке строились во многих шведских и финских городах для проведения официальных мероприятий, праздников, торжественных обедов и великосветских балов. Центральная часть «дома собраний» выделялась ризалитом, треугольным фронтоном и дорическим портиком. Изначально здание было двухэтажным только в центральной части, однако было надстроено в 1871 году по проекту архитектора В. Э. Босина. Интерьеры были отделаны в «помпеянском стиле».
В 1865 году здание ратуши было надстроено по проекту архитектора И. Иогансона. После реконструкции его внешний вид стал более привлекательным. Рустованный фасад с балконом был украшен акротериями. Центральная часть композиции на главном фасаде выделялась пятью высокими окнами большого парадного зала в стиле рококо, занимавшего пространство двух верхних этажей. Из вестибюля, где на высоком постаменте была установлена бронзовая статуя женщины в античных одеждах со светильником в руках, посетители по лестнице с оригинальными перилами попадали в парадный зал, в котором проводились не только деловые собрания, но и концерты. Стена зала была украшена картиной «Сказительница Параскева» по мотивам «Калевалы».
- Интерьер магистрата во время проведения лотереи в 1897 году
- Интерьер магистрата во время проведения лотереи в 1897 году

Спустя некоторое время вновь встал вопрос о расширении помещений ратуши. В 1899 году в объявленном архитектурном конкурсе победил проект У. Нюстрёма, предусматривавший пристройку со стороны Екатерининской улицы (ныне Крепостная) внушительного корпуса с высокой часовой башней, однако этот проект не был осуществлён. Исследователи относят проект, который архитектор продолжал совершенствовать до 1920-х годов, к важнейшим работам У. Нюстрёма. В ходе работы над проектом стиль оформления фасадов изменился от неоготического к неоклассическому с явным влиянием модерна и архитектуры небоскрёбов США. Постепенно автор пришёл к идее грандиозного общественно-городского центра, который бы занял три квартала. Но на практике расширение ратуши было осуществлено в 1934 году в гораздо более скромных масштабах: реконструкция была проведена по проекту архитектора У. В. Ульберга путём присоединения части помещений «дома собраний» с переносом главного входа, при этом фасадный декор был заметно упрощён. Другая часть помещений «дома собраний» отошла к Выборгскому театру, с которым магистрат стал составлять единый комплекс.
- Эскиз проекта реконструкции новой ратуши, 1898 год
- Макет по доработанному проекту реконструкции новой ратуши, 1899 год
- Развалины новой ратуши, 1942 год
- Современный вид здания кинотеатра, 2013 год

Комплекс зданий магистрата и театра был практически уничтожен вследствие советско-финских войн (1939—1944). Развалины театра и бывшей гостиницы разобраны в послевоенное время, участок остался незанятым. А здание ратуши, выгоревшее во время Советско-финляндской войны (1941—1944), в 1962 году было перестроено по проекту московской организации «Гипротеатр» и приспособлено под кинотеатр («Выборг», затем «Выборг-Палас»), в котором с 1993 года стал ежегодно проводиться кинофестиваль «Окно в Европу». О прежнем фасадном декоре напоминают только очертания замурованных окон на стене по Театральной улице, обращённой к Соборной площади. На Театральной площади, напротив главного входа в кинотеатр, оформленного широкой лестницей, ведущей на открытую террасу с облицованной гранитом стеной, в 1998 году открыта Аллея актёрской славы.
В середине 2000-х годов обсуждалось предложение о масштабной реконструкции кинотеатра с его расширением на участки, до войны занятые комплексом зданий магистрата и театра, но реальных последствий это предложение не имело. В связи с открытием в городе современного многозального кинотеатра, разместившегося в торговом центре «Кубус», бывшее здание ратуши с 2019 года используется в качестве кинотеатра только в период проведения кинофестиваля «Окно в Европу».